# Amours suspectes
Pour plus de détails, voir Fiche technique et Distribution.
Amours suspectes (Titre québécois : Un amour absolu ; titre original :Unconditional Love) est un film américain réalisé par P. J. Hogan, sorti en 2002.

## Synopsis
Grace Beasley vivait une vie tranquille à Chicago jusqu'à ce que Max, son époux, la plaque sans ménagement. Pour se consoler, Grace s'offre une place de concert pour aller voir Victor Fox, son chanteur favori. Pas de chance, le célèbre chanteur est sauvagement assassiné par un tueur en série. Elle se rend aux obsèques qui ont lieu à Londres. Sur place, elle rencontre le compagnon de Fox. Ensemble, ils décident de retrouver le meurtrier,...

## Fiche technique
- Titre : Amours suspectes
- Titre québécois : Un amour absolu
- Titre original : Unconditional Love
- Réalisation : P. J. Hogan
- Scénario : Jocelyn Moorhouse et P. J. Hogan
- Production : Jocelyn Moorhouse, Patricia Whitcher, Jerry Zucker, Michael De Luca, Gil Netter et Brian Witten
- Musique : James Newton Howard, Ray Colcord et Jeff Cohen (chanson Beneath a Blanket of Stars)
- Photographie : Remi Adefarasin
- Montage : Robert C. Jones
- Décors : Richard Sylbert
- Pays d'origine : États-Unis
- Format : Couleurs - 2,35:1 - DTS / Dolby Digital / SDDS - 35 mm
- Genre : Comédie, policier
- Durée : 121 minutes
- Dates de sortie : 23 août 2002 (Royaume-Uni), 27 août 2003 (France)

## Distribution
- Kathy Bates (VF : Denise Metmer ; VQ : Claudine Chatel) : Grace Beasley
- Rupert Everett (VF : Bernard Alane ; VQ : Daniel Picard) : Dirk Simpson
- Meredith Eaton (VF : Déborah Perret ; VQ : Charlotte Bernard) : Maudey Beasley
- Peter Sarsgaard (VF : Jean-François Vlérick ; VQ : Jean-François Beaupré) : le laveur de vitres
- Lynn Redgrave (VF : Nadine Alari ; VQ : Madeleine Arsenault) : Nola Fox
- Stephanie Beacham : Harriet Fox-Smith
- Richard Briers (VF : Michel Ruhl) : Barrymore Smith
- Marcia Warren : Lynette Fox-Moore
- Jack Noseworthy : Andrew Beasley
- Daniel Wyllie (en) (VF : Lionel Melet ; VQ : Paul Sarrasin) : Pete
- Dan Aykroyd (VF : Richard Darbois ; VQ : Mario Desmarais) : Max Beasley
- Jonathan Pryce (VF  : Jean-Luc Kayser) : Victor Fox
- Brenda Pickleman : la femme en soutien-gorge rouge, invitée de Jerry Springer
- Amo Gulinello (VF  : Jérémy Bardeau) : l'interne de la chaîne de télévision
- Rose Abdoo (en) : la gagnante du concours
- Julie Andrews (VF : Perette Pradier) : elle-même
- Tim Bohn (VF : Régis Reuilhac) : le producteur de l'émision télévisée
- Sarah Peirse (VF : Laure Sabardin) : la fleuriste

Sources et légende : version française (VF) sur RS Doublage, Voxofilm et AlloDoublage

## Autour du film
- À noter, l'apparition de Julie Andrews, célèbre Mary Poppins, dans son propre rôle.

## Bande originale
- Hitchcock Railway, interprété par Jonathan Pryce
- Beneath a Blanket of Stars, interprété par Jonathan Pryce
- All the Way, interprété par Jonathan Pryce
- Can't Help Falling in Love, interprété par Jonathan Pryce
- I Only Want to Be with You, interprété par Jonathan Pryce
- Always on My Mind, interprété par Jonathan Pryce
- For the Good Times, interprété par Jonathan Pryce
- Close to You, interprété par Jonathan Pryce
- Over the Rainbow, interprété par Jonathan Pryce
- Getting to Know You, interprété par Julie Andrews
- Endangered Species, interprété par Ray Colcord et Joe E. Rand
- Blazing Dragons, interprété par Pure West
- Green, Green Grass of Home, interprété par Tom Jones
- Raindrops Keep Falling on My Head, composé par Burt Bacharach et Hal David
- Climb Ev'ry Mountain, composé par Richard Rodgers et Oscar Hammerstein II
- I Want a Girl (Just Like the Girl That Married Dear Old Dad), composé par Harry von Tilzer et William Dillon
- How Deep Is the Ocean?, composé par Irving Berlin, interprété par Dan Aykroyd
- Perfect Situation for a Fool, interprété par George Highfill
- Can't Smile Without You, interprété par Kathy Bates, Rupert Everett, Meredith Eaton et Jonathan Pryce